# Alárd
Az Alárd germán eredetű férfinév, jelentése: nemes + kemény.

## Gyakorisága
Az 1990-es években szórványosan fordult elő. A 2000-es és a 2010-es években nem szerepel a 100 leggyakrabban adott férfinév között.
A teljes népességre vonatkozóan a 2000-es és a 2010-es években az Alárd nem szerepelt a 100 leggyakrabban viselt férfinév között.

## Névnapok
- október 19.[2]

## Híres Alárdok
„Alárd” utónevű személyek szócikkeinek listája a Wikidata alapján